# Åsa Sandell
Pour les articles homonymes, voir Sandell.
Åsa Maria Sandell est une journaliste et boxeuse suédoise née le 24 janvier 1967 à Hovsta dans le Comté d'Örebro.

## Biographie

### Journalisme
Åsa Maria Sandell est diplômée d'université de journalisme et littérature. En 2004, elle vit à Malmö et travaille en tant que rédactrice spécialisée en culture pour le journal Helsingborgs Dagblad, basé dans les environs de Helsingborg.

### Boxe
Vainqueur de la coupe d'Europe de boxe amateur féminine en 2000 et plusieurs fois championne de Suède, elle passe professionnelle en 2004 et rencontre Laila Ali le 17 décembre 2005 à la Max Schmeling-Halle de Berlin. Battue par arrêt de l'arbitre au 5e round, elle met un terme à sa carrière sportive en 2007 sur un bilan de 6 victoires, 3 défaites et 2 matchs nuls.